# 四月初二
四月初二，农历四月第二天。

## 大事记
- 建武二年（26年）四月初二，汉光武帝封刘玄的儿子刘求为襄邑侯，奉更始之祀；刘歆为谷孰侯，刘鲤为寿光侯。

## 出生
- 东周烈王四年，孟子。

## 逝世
- 陈伯宗，太建二年（570年）四月初二日，陈废帝。
- 亮子内亲王，建保四年四月初二日（1216年4月27日），后白河天皇的第一皇女。
- 胤禶，康熙十九年（1680年）四月初二日，清朝康熙帝的儿子（实际的十二子，但因早殇未序齿）。
- 胤祐，雍正八年四月初二日（1730年5月18日），康熙帝的第七子，淳亲王。

## 节假日和习俗
中华母亲节

## 参看
- 日历
- 三月三十 - 四月初一 - 四月初二 - 四月初三- 四月初四
- 三月初二 - 四月初二 - 五月初二
- 正月 - 二月 - 三月 - 四月 - 五月 - 六月 - 七月 - 八月 - 九月 - 十月 - 十一月 - 腊月